# Högsta apostoliska domstolen Rota Romana
Högsta apostoliska domstolen Rota Romana är en påvlig domstol som ursprungligen grundades i början av 1300-talet med påvliga kaplaner som ständiga auditörer (domare). 
Syftet var att det påvliga konsistoriet skulle vara åtskilt från den kyrkliga rättsskipningen enligt kanonisk lag. År 1588 upprättades särskild kardinalkongregation för juridiska ärenden, Rota Romana minskade därefter i betydelse och utgjorde en världslig domstol åt Kyrkostaten. År 1870 lade man ner verksamheten helt. 
Påve Pius X återupprättade Rota Romana som kyrklig domstol och högsta instans för alla kyrkliga ärenden utom causae majores. Den bestod av 10 auditörer fördelade på olika avdelningar enligt processordningen från november 1909.